# Nagy Andor (újságíró, 1884–1943)
Nagy Andor, született Grosz Izidor (Nagyvárad, 1884. január 3. – Budapest, 1943. április 30.) újságíró, író, szerkesztő. Dénes Zsófia írónő férje.

## Életútja
Grosz Dávid és Asztalos Etelka (1863–1935) fiaként született. Fiatalon tagja lett a Nagyváradi Napló szerkesztőségének, majd 1910-ben a Pesti Tükörhöz került Budapestre. 1911-től a Világ című lap munkatársa volt, majd 1914-ben bevonult katonának. Az első világháborút követően visszatért a Világhoz, majd a Tanácsköztársaság alatt a Vörös Újságnál dolgozott. 1919 őszén letartóztatták, 1920-ban kivándorolt Bécsbe, ahol a Jövő című napilap szerkesztőségéhez került. Ezután Jugoszláviába ment, majd 1926-ban visszatért Magyarországra, ahol az Esti Kurirt szerkesztette. 1928. december 24-én Budapesten, az Erzsébetvárosban házasságot kötött Dénes Zsófia Stefánia Máriával. Halálát szívbénulás, lymphoid fehérvérűség okozta.

## Fontosabb művei
- Fergeteg (regény, Bécs, 1921)
- Tavasz Váradon (regény, a fiatal Ady Endre életéről, Budapest, 1939)